# Astragalus hamosus
Der Haken-Tragant (Astragalus hamosus) ist eine Pflanzenart aus der Gattung Tragant (Astragalus) und der Familie der Hülsenfrüchtler (Fabaceae).

## Merkmale

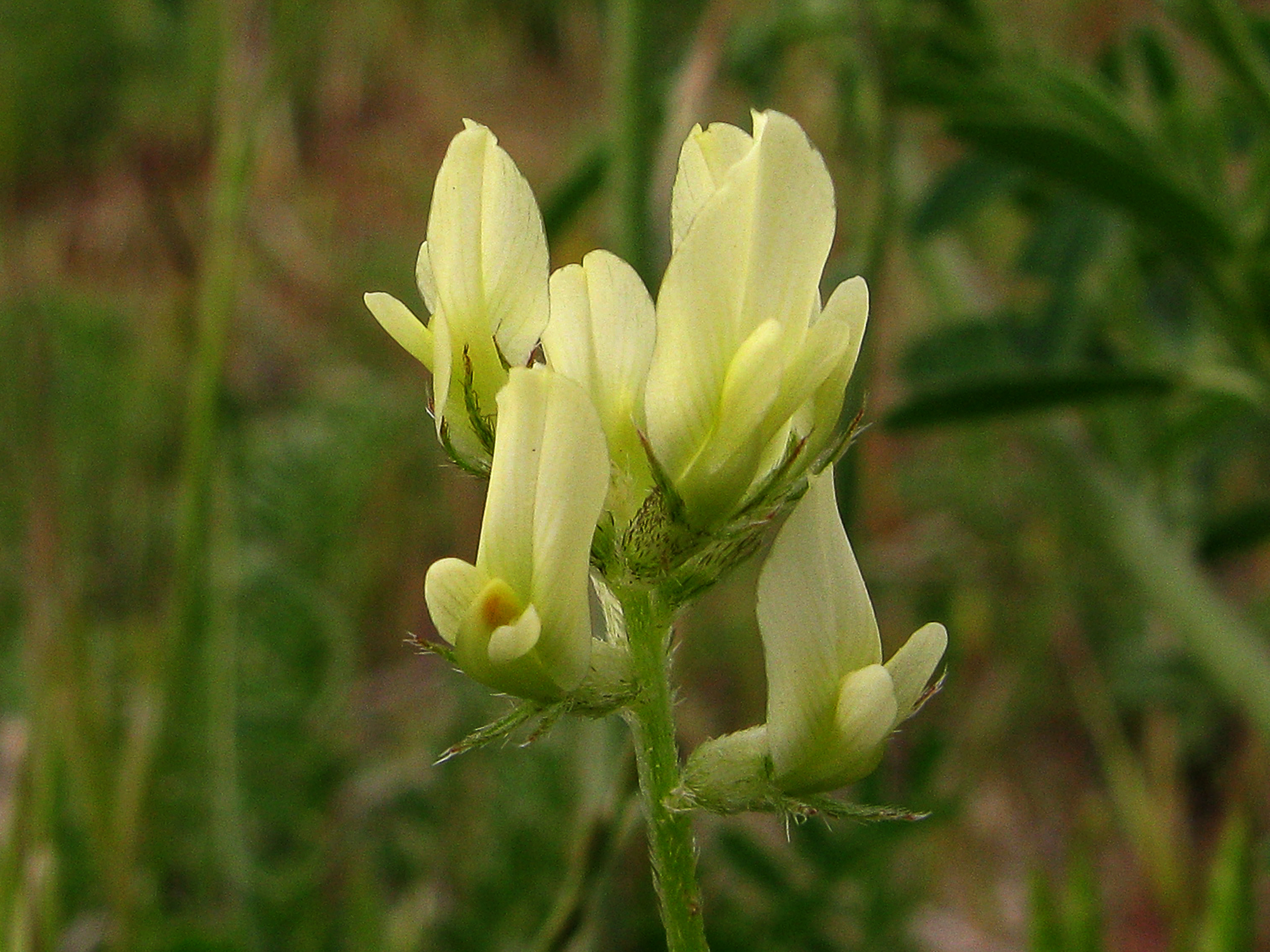
Blütenstand

Astragalus hamosus ist ein einjähriger Schaft-Therophyt, der meist niederliegend wächst und eine Wuchshöhe von 10 bis 60 Zentimeter erreicht. Die Blätter sind unpaarig gefiedert. Die 19 bis 23 Fiedern sind länglich-eiförmig, gestutzt oder ausgerandet, oberseits kahl und an der Unterseite silbrig behaart. Der Blütenstand ist eine mehr oder weniger dichte, 5 bis 14-blütige Traube. Die Fahne ist gelb und 7 bis 8 Millimeter groß. Die Hülsen sind 20 bis 50 × 2 bis 3 Millimeter groß, lineal, nickend und hakenförmig aufwärtsgebogen. Die Klappen haben keinen Kiel.
Die Blütezeit reicht von März bis Mai.
Die Chromosomenzahl beträgt 2n = 24, 32, 40, 42, 44, 46, 48 oder 88.

## Vorkommen
Die Art kommt in Süd- und Osteuropa, in Nordafrika, auf den Kanaren und auf Madeira, in West- und Zentralasien, im Kaukasusraum und auf der Arabischen Halbinsel vor. Sie wächst in Olivenhainen, auf Weiden und auf Brachland. In Europa hat sie ursprüngliche Vorkommen in den Ländern Portugal, Spanien, Italien, Frankreich, im früheren Jugoslawien, Ungarn, Rumänien, Bulgarien, Albanien, Griechenland und in der Türkei.

## Taxonomie
Der Haken-Tragant wurde 1753 von Carl von Linné in Species Plantarum Band 2, Seite 758 als Astragalus hamosus erstbeschrieben.